# Eilema nonagrioides
Eilema nonagrioides är en fjärilsart som beskrevs av De Toulgoët 1956. Eilema nonagrioides ingår i släktet Eilema och familjen björnspinnare. Inga underarter finns listade i Catalogue of Life.